# Love Island USA
Love Island USA (prevedeno i kao Otok ljubavi: SAD) je američka televizijska reality emisija nastala prema istoimenoj britanskoj emisiji, a prati skupinu ljudi na izoliranom otoku koji u parovima moraju surađivati kako bi osvojili novčanu nagradu. Emisija se prikazuje od 9. srpnja 2019. te trenutno broji šest sezona. 
Emisija se u Hrvatskoj prikazuje na RTL Livingu od 15. lipnja 2021. Također se prikazuje i na RTL-ovoj streaming platformi Voyo.

## Format
Love Island prati skupinu natjecatelja, tzv. "Otočana", koji žive izolirano od vanjskog svijeta u vili i  stalno pod video nadzorom. Kako bi opstali natjecanju, Otočani moraju surađivati u parovima; pobjednički par dobiva novčanu nagradu od 100.000 američkih dolara. 

## Pregled serije
| Sezona | Sezona | Epizode | Epizode | Originalno emitiranje | Originalno emitiranje | Lokacija                   | Pobjednici                      |
| Sezona | Sezona | Epizode | Epizode | Premijera             | Finale                | Lokacija                   | Pobjednici                      |
| ------ | ------ | ------- | ------- | --------------------- | --------------------- | -------------------------- | ------------------------------- |
|        | 1.     | 22      | 22      | 9. srpnja 2019.       | 7. kolovoza 2019.     | Fiji                       | Elizabeth Weber i Zac Mirabelli |
|        | 2.     | 24      | 24      | 24. kolovoza 2020.    | 30. rujna 2020.       | Las Vegas, Nevada          | Caleb Corprew i Justine Ndiba   |
|        | 3.     | 29      | 29      | 7. srpnja 2021.       | 15. kolovoza 2021.    | Nīnole, Hawaii             | Korey Gandy i Olivia Kaiser     |
|        | 4.     | 38      | 38      | 19. srpnja 2022.      | 1. rujna 2022.        | Santa Barbara, Kalifornija | Timmy Pandolfi i Zeta Morrison  |
|        | 5.     | 37      | 37      | 18. srpnja 2023.      | 27. kolovoza 2023.    | Fiji                       | Hannah Wright i Marco Donatelli |
|        | 6.     | 37      | 37      | 11. lipnja 2024.      | 19. kolovoza 2024.    | Fiji                       | Kordell Beckham i Serena Page   |

### Prva sezona (2019.)
Prva se sezona prikazivala na CBS-u od 9. srpnja do 7. kolovoza 2019. Pobjednici prve sezone su Elizabeth Weber i Zac Mirabelli.
Sezona se u Hrvatskoj se prikazivala na RTL Livingu od 15. lipnja do 14. srpnja 2021.
| Br. u seriji | Br. u sezoni | Naslov        | Američki nadnevak prikazivanja | Hrvatski nadnevak prikazivanja |
| --- | ------------ | ------------- | ------------------------------ | ------------------------------ |
| 1. | 1.           | "1. epizoda"  | 9. srpnja 2019.                | 15. lipnja 2021.               |
| Prvih pet žena ulazi u vilu i počinje prva ceremonija spajanja, čime nastaju prvi parovi na Otoku ljubavi. Nakon što uđu u vilu, pet muškaraca bira ženu s kojom žele biti u paru. Cashel bira Caro, Yamen Alanu, Zac Elizabeth, Weston Mallory, a Michael Alexandru. Odmah nakon toga u vilu ulazi Kyra; rečeno joj je da za 24 sata može "ukrasti" jednog od muškaraca. |              |               |                                |                                |
| 2. | 2.           | "2. epizoda"  | 10. srpnja 2019.               | 16. lipnja 2021.               |
| Na ponovnom spajanju, Kyra bira Cashela, ostavljajući Caro samu. Nakon što je primila SMS otkriva se da će netko krajem tjedna ostati samac i biti eliminiran s Otoka ljubavi. Također se otkriva da će Kyra i Cashel odmah izaći na prvi spoj jer su najnoviji par. Te noći, nakon što su se Kyra i Cashel vratili s spoja, Caro se izolira od ostalih Otočana. |              |               |                                |                                |
| 3. | 3.           | "3. epizoda"  | 11. srpnja 2019.               | 17. lipnja 2021.               |
| Četvrtog dana Cormac i Dylan ulaze u vilu. Cormac je rekao Caro da ga je u početku privlačila, a Dylan se osjeća bližim Alexandri nego bilo kome drugom. |              |               |                                |                                |
| 4. | 4.           | "4. epizoda"  | 12. srpnja 2019.               | 18. lipnja 2021.               |
| Dylan i Mallory, zajedno s Cormacom i Elizabeth, odlaze na spoj. Caro i Alexandra počnu razgovarati o svojim spojevima u vili. |              |               |                                |                                |
| 5. | 5.           | "5. epizoda"  | 15. srpnja 2019.               | 21. lipnja 2021.               |
| Mallory i Weston odluče da će biti najbolje da ostanu samo prijatelji. |              |               |                                |                                |
| 6. | 6.           | "6. epizoda"  | 16. srpnja 2019.               | 22. lipnja 2021.               |
| Nakon što nove kandidatkinje Christen i Katrina uđu u vilu, Otočani igraju igru u kojoj moraju sudjelovati u raznim izazovima. |              |               |                                |                                |
| 7. | 7.           | "7. epizoda"  | 17. srpnja 2019.               | 23. lipnja 2021.               |
| Mallory i Alana odlaze provesti noć u Hideawayu nakon što Christen i Katrina odluče provesti noć s Westonom i Yamenom. Te noći Christen i Weston, zajedno s Katrinom i Yamenom, idu na spoj. |              |               |                                |                                |
| 8. | 8.           | "8. epizoda"  | 18. srpnja 2019.               | 24. lipnja 2021.               |
| Prije nego što je Kyra otišla na spoj, razgovarala je sa ženama o tome kako se ona i Cashel ne povezuju. Nakon spoja, Kyra odlazi u Cashel kako bi riješili nesuglasice. |              |               |                                |                                |
| 9. | 9.           | "9. epizoda"  | 19. srpnja 2019.               | 25. lipnja 2021.               |
| Počinju nastajati problemi u odnosima između Kyre i Cashela, Caro i Cormaca te Christen i Yamena; međutim, neki odnosi jačaju kao oni između Alexandre i Dylana te Elizabeth i Zaca. |              |               |                                |                                |
| 10. | 10.          | "10. epizoda" | 22. srpnja 2019.               | 28. lipnja 2021.               |
| Kyra kaže Cashelu da želi da se raziđu. |              |               |                                |                                |
| 11. | 11.          | "11. epizoda" | 23. srpnja 2019.               | 29. lipnja 2021.               |
| 15. dana, George prima poruku u kojoj se Otočanima kaže da Eric, George i Ray moraju izabrati ženu s kojom će ići na spoj. Eric odabire Caro, George odabire Aissatu, a Ray odabire Katrinu. Odmah nakon toga, Marli dobiva istu poruku u kojoj se od novih žena traži da izaberu muškarca s kojim će izaći na spoj. Marli bira Winstona, Kelsey odabire Westona, a Aissata odabire Yamena. |              |               |                                |                                |
| 12. | 12.          | "12. epizoda" | 24. srpnja 2019.               | 30. lipnja 2021.               |
| 17. dana Zac i Elizabeth idu na prvi spoj. |              |               |                                |                                |
| 13. | 13.          | "13. epizoda" | 25. srpnja 2019.               | 1. srpnja 2021.                |
| 18. dana, IOtočani su obaviješteni da je pred njima ponovno spajanje. Prilikom ponovnog spajanja, Winston ostaje samac i izbačen je s Love Islanda. |              |               |                                |                                |
| 14. | 14.          | "14. epizoda" | 26. srpnja 2019.               | 2. srpnja 2021.                |
| 20. dana Kelsey i Weston idu na svoj prvi spoj kao par. Prilikom eliminacije otkriva se da će tri para na temelju glasova gledatelja biti pred eliminacijom. |              |               |                                |                                |
| 15. | 15.          | "15. epizoda" | 29. srpnja 2019.               | 5. srpnja 2021.                |
| 21. dana, Anton, Emily i Jered ulaze u vilu tijekom lažne igre u kojoj Otočani imaju povez na očima i moraju pronaći svoje partnere; cilj igre je predstaviti tri nova Otočana. |              |               |                                |                                |
| 16. | 16.          | "16. epizoda" | 6. srpnja 2021.                | 11. kolovoza 2023.             |
| 22. dana Emily ide na spoj s Ericom. Nakon spoja, Emily šalje poruku Westonu pozivajući ga na spoj. Jered ide na spoj s Kyrom, a Anton na spoj s Caro. |              |               |                                |                                |
| 17. | 17.          | "17. epizoda" | 31. srpnja 2019.               | 7. srpnja 2021.                |
| Na ponovnom spajanju, žene moraju odabrati s kojim muškarcem se žele spojiti. Na pola puta do ponovnog spajanja, Kelsey odlučuje napustiti Love Island. Caro bira Raya, Elizabeth bira Zaca, Aissata bira Yamena, Alexandra bira Dylana, Emily bira Westona, a Kyra bira Jereda. |              |               |                                |                                |
| 18. | 18.          | "18. epizoda" | 1. kolovoza 2019.              | 8. srpnja 2021.                |
| Ray dobije poruku u kojoj se muškarcima govori da odu na tržnicu kupiti namirnice. Emily razgovara s Westonom nakon što se on vrati i počinje pričati o tome kako je on "igrač". Žene su čule razgovor i izrazile svoju podršku Emily. |              |               |                                |                                |
| 19. | 19.          | "19. epizoda" | 2. kolovoza 2019.              | 9. srpnja 2021.                |
| Otočane probudi zvuk bebe koja plače. Nakon istrage shvaćaju da svaki par mora preuzeti odgovornost za bebu. |              |               |                                |                                |
| 20. | 20.          | "20. epizoda" | 5. kolovoza 2019.              | 12. srpnja 2021.               |
| 28. dana Alexandra, Dylan, Zac i Elizabeth dobivaju poruku u kojoj se svaki od njih obavještava o konačnim spojevima. 30. dana, na eliminaciji, samo četiri para mogu proći u finale; to su Ray i Caro, Zac i Elizabeth, Dylan i Alexandra te Emily i Weston. |              |               |                                |                                |
| 21. | 21.          | "21. epizoda" | 6. kolovoza 2019.              | 13. srpnja 2021.               |
| Tijekom 29. dana Caro i Ray te Emily i Weston odlaze na spojeve. Zatim, tokom 31. dana Weston prima poruku obavještavajući Otočane da će njihove obitelji posjetiti vilu. Parovi mogu upoznati obitelji svojih partnera. |              |               |                                |                                |
| 22. | 22.          | "22. epizoda" | 7. kolovoza 2019.              | 14. srpnja 2021.               |
| Posljednja četiri para imaju ručak. Emily dobiva poruku u kojoj se ženama obznanjuje da moraju napustiti vilu kako bi se spremile za finale. Nakon što su žene otišle, Ray dobiva poruku u kojoj se muškarcima govori da napišu "izjavu ljubavi" koju će te večeri pročitati svojim partnericama. Nakon što napišu svoja pisma, muškarci biraju odijela za događaj. Te večeri, parovi međusobno dijele svoje izjave. Nakon što Vandenberg stigne, svaki par sažima svoje putovanje do finalne večeri. Nakon rezimea otkriva se da su pobjednici prve sezone Zac i Elizabeth. Na ceremoniji dodjele omotnica, Zac i Elizabeth uzimaju svaki po jednu omotnicu, od kojih jedna sadrži nagradu od 100.000 američkih dolara, a druga ništa. Elizabeth odabire omotnicu s nagradom i odlučuje podijeliti novac sa Zacom. |              |               |                                |                                |

### Druga sezona (2020.)
Druga se sezona prikazivala na RTL Livingu  od 26. listopada 2021. do 10. prosinca 2021. 

### Treća sezona (2021.)
Treća se sezona prikazivala na RTL Livingu od 13. lipnja do 5. kolovoza 2022. 

### Četvrta sezona (2022.)
Četvrta je sezona na RTL Livingu započela 1. studenoga i završila 7. prosinca 2023. 

### Peta sezona (2023.)
Peta sezona prikazuje se na streaming platformi Voyo od 12. kolovoza 2024. 

### Šesta sezona (2024.)
Šesta sezona se prikazuje na američkoj streaming platformi Peacock od 11. lipnja 2024.